# À l'improviste
Pour plus de détails, voir Fiche technique et Distribution.
À l'improviste (Un giorno all'improvviso) est un film italien réalisé par Ciro D'Emilio, sorti en 2018, avec Anna Foglietta et Giampiero De Concilio dans les rôles principaux. 

## Synopsis
Antonio (Giampiero De Concilio) a dix-sept ans et rêve de devenir footballeur professionnel. Il vit dans une petite ville dans la région de la Campanie, avec sa mère, Miriam (Anna Foglietta), qui gère une petite exploitation maraîchère et qui, depuis le départ de son mari, peine à survivre et sombre peu à peu dans la folie. Le quotidien d'Antonio est partagé entre le travail dans les champs le jour, dans une station service le soir et par ses entraînements de football et les matchs du dimanche, où il espère être repéré, ainsi que par le soutien qu'il apporte à sa mère, afin de cacher cette situation délicate à l'assistance sociale.

## Fiche technique
- Titre : À l'improviste
- Titre original : Un giorno all'improvviso
- Réalisation : Ciro D'Emilio
- Scénario : Cosimo Calamini et Ciro D'Emilio
- Photographie : Salvatore Landi
- Montage : Gianluca Scarpa
- Musique : Bruno Falanga
- Décors : Antonella Di Martino
- Producteur : Andrea Calbucci et Maurizio Piazza
- Société de production : Lungta Film avec la collaboration de la Rai Cinema
- Pays d'origine :  Italie
- Langue : Italien
- Format : Couleur
- Genre : Drame
- Durée : 88 minutes
- Dates de sortie :
  -  Italie : 4 septembre 2018 (Mostra de Venise 2018)
  -  Italie : 29 novembre 2018
  -  France : 8 décembre 2018 (De Rome a Paris Festival)

## Distribution
- Anna Foglietta : Miriam
- Giampiero De Concilio : Antonio Improta
- Massimo De Matteo : Astarita
- Lorenzo Sarcinelli : Stefano Caccialepre
- Biagio Forestieri : Mister Colasanti
- Giuseppe Cirillo : Peppe Lambiase
- Fabio De Caro : Carlo
- Franco Pinelli : Mimmo Rea
- Alessia Quaratino : Claudia

## Distinctions

### Prix
- Festival du film italien d'Annecy : prix CICAE.
- Ruban d'argent de la meilleure actrice pour Anna Foglietta en 2019
- Prix Guglielmo Biraghi (it) pour  Giampiero De Concilio en 2019.

### Nominations
- Ruban d'argent du meilleur nouveau réalisateur pour Ciro D'Emilio en 2019.
- David di Donatello de la meilleure actrice pour Anna Foglietta en 2019.
- Globe d'or de la meilleure actrice pour Anna Foglietta en 2019.